# Thomas Samuelsson (regissör)
Stern Thomas Roger Samuelsson, född 29 maj 1946 i Lidköping i dåvarande Skaraborgs län, är en svensk regissör, manusförfattare och ljudtekniker. 

## Biografi
Uppvuxen i Västervik i Småland gick han till sjöss vid 17 års ålder. Han tog sedan realskoleexamen i Stockholm och gick två år på utbildning till ingenjör. Parallellt med detta arbetade han extra som scenarbetare vid Dramaten. Han var en tid vaktmästare på Sveriges Radios Aktuellt-redaktion.
Han studerade vid Dramatiska Institutets ljudlinje 1970–1972 och hade sitt första uppdrag som ljudtekniker vid den norska produktionen Anton (1973) i regi av Per Blom. Under sin tid i Norge arbetade han också med produktionen Den allvarsamma leken (1977) i regi av Anja Breien. Han samarbetade med Mats Arehn i dennes Dödspolare (1985) där han ansvarade för ljud och klippning varpå de tillsammans skrev manus till En film om kärlek (1987). Samuelsson debuterade som långfilmsregissör med filmen P.S. sista sommaren 1988. Därefter har han bland annat regisserat 15 avsnitt i TV4:s serie Destination Nordsjön (1990), TV-serien Anna Holt – polis (1996) och en film om Alf Robertson (2021).
Samuelsson fick barnen Emma och Joacim Behrendtz med Kerstin Behrendtz, som han var gift med 1972–1977, och Milou och Bill Samuelsson med fotografen Astrid Regemo som han gifte sig med 1990.

## Regi i urval
- 1988 – PS Sista sommaren
- 1990 – Destination Nordsjön
- 1993 – Tryggare kan ingen vara ......
- 1996 – Anna Holt – polis (TV-serie)
- 2021 – Alf Robertson – Livet e ju som de e

## Filmmanus i urval
- 1987 – En film om kärlek
- 1988 – PS Sista sommaren
- 1989 – Istanbul
- 1993 – Tryggare kan ingen vara ......

## Producent
- 2001 – Jordgubbar med riktig mjölk
- 2004 – 6 Points
- 2005 – Kocken
- 2008 – Persona non grata
- 2010 – Klara

## Ljudtekniker
- 1973 – Anton
- 1977 – Den allvarsamma leken